# Tasio
Tasio es una película española de 1984 dirigida por Montxo Armendáriz, y su ópera prima. Se rodó en Tierra Estella (Navarra).

## Sinopsis
Tasio es un niño que crece sano y feliz en un pueblo situado al pie de la sierra de Lokiz. A los 8 años, y por necesidades familiares, comienza a trabajar en el monte, ayudando en las carboneras que realiza su padre. A los 14, ya se hace carbonero y poco más tarde conoce a Paulina, que se convertirá en la mujer de su vida. A pesar de que las circunstancias del momento obligan a los hombres a acomodarse a un trabajo fijo y emigrar a la ciudad, Tasio prefiere mantener su libertad personal y vivir en el monte, en la más absoluta soledad. 
La película describe las andanzas de un personaje real, Anastasio Ochoa Ruiz (Tasio), carbonero libre y cazador furtivo, nacido en Zúñiga (Navarra), en 1916 y que falleció en 1989, en el monte de Valderrota.

## Restauración en 4K
En mayo de 2024 se estrenó una copia restaurada de la cinta en el Festival de cine de Cannes. La restauración fue llevada a cabo por el personal técnico de la filmoteca de Euskadi y con la supervisión del propio Armendáriz, en un laboratorio italiano.